# Skimmer (piscinas)

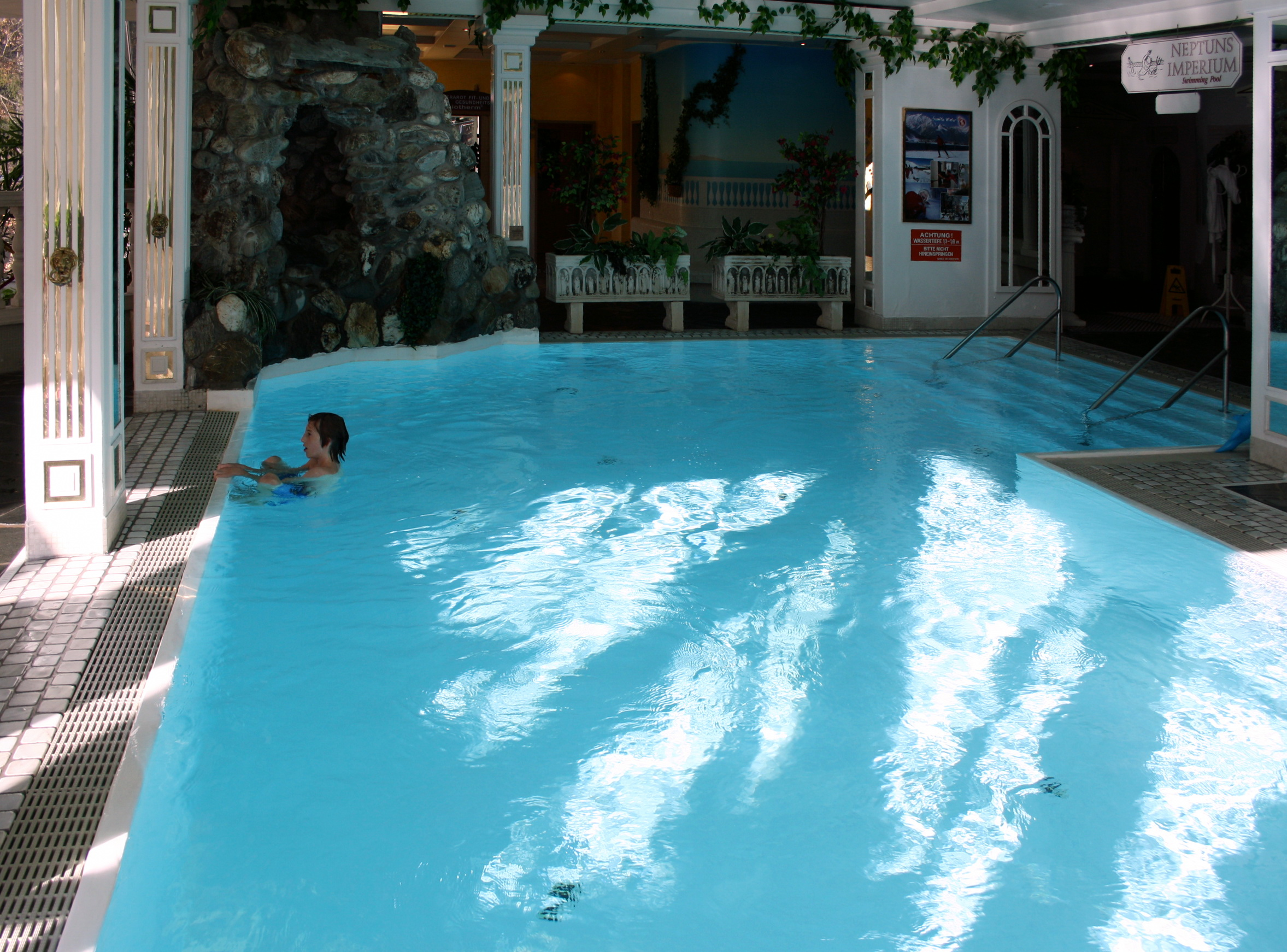
Piscina con skimmer lateral

Un skimmer o separador superficial (separa una sustancia de la superficie de un líquido) es un accesorio imprescindible para el mantenimiento y limpieza del agua de una piscina . Permite eliminar toda la suciedad superficial que quede suspendida en el agua, como hojas, aceite de bronceadores y secreciones. Tales impurezas quedan suspendidas en la superficie, afectan la apariencia del agua y no siempre se eliminan en el proceso de aspiración convencional. El skimmer se instala directamente en el sistema de succión de agua superficial y también tiene la función de controlar el nivel del agua, para evitar desbordamientos accidentales. En Estados Unidos y Portugal, el uso de skimmers en la construcción de piscinas es obligatorio, regulado y estandarizado por organismos competentes.

## Abertura de drenaje

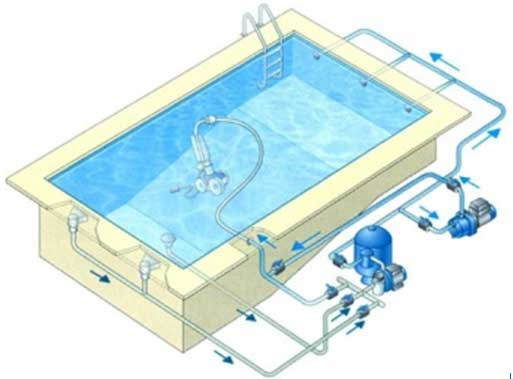
Distribución de los skimmers

Normalmente,  se extrae de la piscina a través de una abertura rectangular en la pared, en el borde superior de la piscina, conectada a través de un dispositivo instalado en una (o más) paredes de la piscina. Se accede a las partes internas del skimmer desde la cubierta de la piscina a través de una tapa circular o rectangular, de aproximadamente un pie de diámetro. Si la bomba de agua de la piscina está operativa, el agua se extrae de la piscina a través de un vertedero flotante con bisagras (que opera desde una posición vertical a un ángulo de 90 grados con respecto a la piscina, para evitar que las hojas y los desechos se inunden hacia atrás en la piscina por acción de las olas), y hacia abajo en una "cesta de skimmer" removible, cuyo propósito es atrapar hojas, insectos muertos y otros desechos flotantes más grandes.
La abertura visible desde el lado de la piscina suele ser de 1' 0" (300 mm) de ancho por 6" (150 mm) de alto, que corta el agua a la mitad del centro de la abertura. Los skimmers con aberturas más anchas se denominan skimmers de "ángulo ancho" y pueden tener hasta 2' 0" de ancho (600 mm). Los skimmers flotantes tienen la ventaja de no verse afectados por el nivel del agua, ya que se ajustan para funcionar con la tasa de succión de la bomba y mantendrán un desnatado óptimo independientemente del nivel del agua, lo que lleva a una cantidad notablemente reducida de biomaterial en el agua. Los skimmers siempre deben tener una canasta de hojas o un filtro entre este y la bomba para evitar obstrucciones en las tuberías que van a la bomba y al filtro.

## Filtraje secuencial
Se suele disponer un sistema de filtraje secuencial para retirar los residuos orgánicos por etapas después de su paso por el skimmer. La materia de desecho queda atrapada dentro de uno o más tamices de las cestas de skimmers secuenciales, cada uno con una malla más fina para diluir aún más el tamaño del contaminante. La dilución aquí se define como la acción de hacer algo más fino en contenidor.
La primera cesta se coloca muy cerca de la boca del skimmer. El segundo está conectado a la bomba de circulación. Aquí el 25% del agua extraída del desagüe principal en el fondo de la piscina se encuentra con el 75% extraída de la superficie. La cesta del tamiz de la bomba de circulación es de fácil acceso para el mantenimiento y debe vaciarse diariamente. El tercer tamiz es la unidad de arena. Aquí los residuos orgánicos más pequeños que se han deslizado por los tamices anteriores quedan atrapados por la arena.
Si no se eliminan con regularidad, los desechos orgánicos continuarán descomponiéndose y afectando la calidad del agua. El proceso de dilución permite eliminar fácilmente los residuos orgánicos. En última instancia, el tamiz de arena se puede lavar a contracorriente para eliminar los desechos orgánicos atrapados más pequeños que, de lo contrario, filtran amoníaco y otros compuestos en el agua recirculada. Estos solutos adicionales finalmente conducen a la formación de subproductos de desinfección (DBP). Las cestas de tamiz se quitan fácilmente todos los días para su limpieza, al igual que la unidad de arena, que debe lavarse a contracorriente al menos una vez a la semana. Un sistema de dilución consecutiva perfectamente mantenido reduce drásticamente la acumulación de cloraminas y otros DBP. El agua devuelta a la piscina debe haber sido limpiada de todos los desechos orgánicos de un tamaño de más de 10 micras.

## Bocas de recirculación
El agua que retorna del sistema de filtraje secuencial pasa a través de chorros de retorno debajo de la superficie. Estos están diseñados para impactar un flujo turbulento a medida que el agua ingresa a la piscina. Este flujo como fuerza es mucho menor que la masa de agua en la piscina y toma la ruta de menor presión hacia arriba donde eventualmente la tensión superficial lo reforma en un flujo laminar en la superficie.
A medida que el agua devuelta perturba la superficie, crea una onda capilar. Si los jets de retorno están posicionados correctamente, esta onda crea un movimiento circular dentro de la tensión superficial del agua, permitiendo que en la superficie circule lentamente alrededor de las paredes de la piscina. Los desechos orgánicos que flotan en la superficie a través de esta circulación de la onda capilar pasan lentamente por la boca del skimmer, donde son atraídos debido al flujo laminar y la tensión superficial sobre el vertedero del skimmer. En una piscina bien diseñada, la circulación provocada por el agua de retorno perturbada ayuda a eliminar los desechos orgánicos de la superficie de la piscina y los dirige para que queden atrapados dentro del sistema de dilución consecutiva para su fácil eliminación.
Algunos chorros de retorno están equipados con una boquilla giratoria. Usado correctamente, induce una circulación más profunda, limpiando aún más el agua. Girar las boquillas de chorro en ángulo imparte rotación dentro de toda la profundidad del agua de la piscina. La orientación hacia la izquierda o hacia la derecha generaría una rotación en el sentido de las agujas del reloj o en el sentido contrario a las agujas del reloj, respectivamente. Esto tiene la ventaja de limpiar el fondo de la piscina y mover lentamente los desechos inorgánicos hundidos hacia el desagüe principal, donde son eliminados por el tamiz de la canasta de la bomba de circulación.
En una piscina correctamente construida, la rotación del agua causada por la forma en que regresa del sistema de dilución consecutiva reducirá o incluso eliminará la necesidad de aspirar el fondo. Para obtener la máxima fuerza de rotación en el cuerpo principal de agua, el sistema de dilución consecutivo debe estar lo más limpio y desbloqueado posible para permitir la máxima presión de flujo de la bomba. A medida que el agua gira, también perturba los desechos orgánicos en las capas inferiores del agua, obligándolos a subir. La fuerza de rotación que crean los chorros de retorno de la piscina es la parte más importante para limpiar el agua de la piscina y empujar los desechos orgánicos a través de la boca del skimmer.
Si la piscina está diseñada y operada correctamente, esta circulación es visible y, después de un período de tiempo, llega incluso al extremo más profundo, induciendo un vórtice de baja velocidad sobre el desagüe principal debido a la succión. El uso correcto de los chorros de retorno es la forma más efectiva de eliminar los subproductos de la desinfección causados por desechos orgánicos en descomposición más profunda y llevarlos al sistema de dilución consecutiva para su eliminación inmediata.

## Métodos de saneamiento adicionales
Las unidades de cloración salina, los sistemas electrónicos de oxidación, los sistemas de ionización, los sistemas de desinfección microbiana con lámpara ultravioleta y los "Tri-Clor Feeders" son otros sistemas independientes o auxiliares  de los skimmers para el saneamiento de piscinas. También la temperatura del agua es muy importante, puesto que si se mantiene alta, favorece la proliferación de algas.

### Desinfectantes minerales
Los desinfectantes minerales para piscinas y spas utilizan minerales, metales o elementos derivados del entorno natural para producir beneficios en la calidad del agua que, de otro modo, se producirían con productos químicos agresivos o sintéticos.
Las empresas no pueden vender un desinfectante mineral en los Estados Unidos a menos que se haya registrado en la Agencia de Protección Ambiental de los Estados Unidos (EPA). Actualmente, dos desinfectantes minerales están registrados en la EPA: uno es una sal de plata con un mecanismo de liberación controlada que se aplica a los gránulos de carbonato de calcio que ayudan a neutralizar el pH; el otro utiliza una forma coloidal de plata liberada en el agua a partir de cuentas de cerámica.
La tecnología mineral aprovecha las cualidades de limpieza y filtración de sustancias comunes. La plata y el cobre son sustancias oligodinámicas bien conocidas que son eficaces para destruir patógenos . Se ha demostrado que la plata es eficaz contra bacterias, virus, protozoos y hongos dañinos . El cobre es ampliamente utilizado como algicida . La alúmina, derivada de los aluminatos, filtra materiales perjudiciales a nivel molecular y se puede utilizar para controlar la tasa de entrega de metales deseables como el cobre. Trabajando a través del sistema de filtración de la piscina o spa, los desinfectantes minerales usan combinaciones de estos minerales para inhibir el crecimiento de algas y eliminar contaminantes.
A diferencia del cloro o el bromo, los metales y minerales no se evaporan y no se degradan. Los minerales pueden hacer que el agua sea notablemente más blanda y, al reemplazar los productos químicos agresivos en el agua, reducen la posibilidad de ojos rojos, piel seca y malos olores.

## Aceite en la superficie
La densidad del agua dulce es de 1.000 kilogramos por metro cúbico, mientras que la densidad del agua de mar varía entre 1.020 y 1.030 kilogramos por metro cúbico. El aceite es menos denso que el agua dulce y que el agua de salada, por lo que flota en ambos tipos de agua, pero debido esa diferencia de densidad del agua, las partículas de aceite y grasas, en dispersión en el agua llegarán más rápidamente a la superficie en una piscina de agua salada o de mar, siendo en ambos casos, el "único medio posible" para eliminarlas, hacer recircular el agua superficial mediante los skimmers.    